# Подебради
Подебради (на чешки: Poděbrady) е град в централната част на Чехия, разположен в окръг Нимбурк, Средночешки край. Според преброяването през 2021 г. населението му е 14 536 души.

## География
Подебради се намира на около 7 километра югоизточно от Нимбурк и на 39 километра източно от Прага. През града тече река Елба. На юг от града е разположено езерото Подебради.

## Административно деление
Подебради е съставен от девет муниципални части (с население според преброяването от 2021 г.):
- Подебради I (331)
- Подебради II (4254)
- Подебради III (6855)
- Подебради IV (50)
- Подебради V (768)
- Клук (639)
- Полабец (442)
- Предни Лхота (347)
- Велике Збожи (850)

## Личности
Родени в Подебради са:
- Лудвик Куба (1863 – 1956), чешки фолклорист, писател и художник
- Бохуслав Новотни (1921 – 1996), чехословашки историк и археолог